# Daher-SOCATA TBM
La SOCATA TBM (ora Daher TBM) è una famiglia di velivoli commerciali e utilitari a turboelica monomotore ad alte prestazioni prodotti da Daher. È stato originariamente sviluppato in collaborazione tra l'americana Mooney Airplane Company e il produttore francese di aerei leggeri SOCATA.
Il design della famiglia TBM ha origine dal Mooney 301, un prototipo Mooney relativamente a bassa potenza e più piccolo sviluppato nei primi anni ottanta. Dopo l'acquisizione di Mooney da parte dei proprietari francesi, Mooney e SOCATA hanno avviato una joint venture con lo scopo di sviluppare e produrre un nuovo progetto di turboelica ampliato, che è stato designato come TBM 700. L'accento è stato posto sulla velocità, l'altitudine e l'affidabilità del progetto. Al suo ingresso sul mercato nel 1990, è stato il primo aereo cargo/passeggeri monomotore ad alte prestazioni ad entrare in produzione.
Poco dopo il lancio, il TBM 700 fu un successo di mercato, che portò alla produzione di molteplici varianti e modelli migliorati, spesso incorporando motori più potenti e nuova avionica. Il TBM 850 è il nome di produzione assegnato al TBM 700N, una versione migliorata del velivolo alimentato da un singolo Pratt & Whitney Canada PT6. Nel marzo 2014 è stata resa disponibile una versione aerodinamicamente perfezionata del TBM 700N, commercializzata come TBM 900.

## Sviluppo

### Origini
All'inizio degli anni ottanta, la Mooney Airplane Company di Kerrville, in Texas, progettò un aereo leggero pressurizzato a sei posti, alimentato da un singolo motore a pistoni da 360 CV (268 kW), che designarono Mooney 301. Il 7 aprile 1983, il prototipo 301 ha condotto il suo primo volo.
Durante il 1985, la Mooney Aircraft Company fu acquisita da nuovi proprietari francesi, che si interessarono prontamente all'ulteriore sviluppo del nascente 301. In concomitanza con l'acquisizione della compagnia, il produttore francese di aerei leggeri SOCATA, che aveva identificato un posto vacante nella posizione di mercato per un velivolo monomotore appositamente ottimizzato al veloce trasporto di personale e carichi leggeri, ha identificato il 301 a pistoni come un potenziale punto di partenza per soddisfare questa nicchia.
Di conseguenza, presto iniziarono i colloqui tra Mooney e SOCATA in merito alla produzione di un derivato turboelica del 301. Il prodotto che è emerso da queste discussioni è stato un nuovo design, denominato TBM 700, che era considerevolmente più pesante dell'originale 301, pur essendo dotato di più del doppio della potenza disponibile. Il prefisso della denominazione, TBM, ha origine dalle iniziali "TB", che sta per Tarbes, la città francese in cui si trova SOCATA, mentre la "M" sta per Mooney. Al momento della sua concezione, mentre diverse compagnie aeree avevano studiato o stavano considerando lo sviluppo di un simile velivolo, il previsto TBM 700 fu il primo aereo cargo/passeggeri monomotore ad alte prestazioni ad entrare in produzione. Fin dall'inizio, sono stati stabiliti criteri prestazionali chiave per la progettazione, che richiedevano un alto livello di affidabilità e allo stesso tempo erano in grado di offrire una combinazione velocità/altitudine senza pari tra le altre TBM 700 monomotore.
Di conseguenza, nel giugno 1987, è stata costituita una joint venture, denominata TBM International, con l'obiettivo di completare lo sviluppo del progetto TBM 700 ed eseguire la fabbricazione del nuovo velivolo; la proprietà della joint venture è stata divisa tra Mooney e la società madre di SOCATA, Aérospatiale. Sono state pianificate due linee di produzione separate per la TBM 700, una situata presso lo stabilimento Mooney di Kerrville, in Texas, che era destinata per soddisfare il mercato americano e l'altro con sede presso lo stabilimento SOCATA di Tarbes, destinato a produrre aerei per clienti in tutto il resto del mondo. Tuttavia, durante la fine degli anni ottanta e l'inizio degli anni novanta, Mooney fu afflitta da persistenti disavanzi fiscali; di conseguenza, nel maggio 1991, Mooney scelse di ritirarsi dalla partecipazione alla joint venture, lasciando SOCATA come società principale coinvolta nel programma.
Il primo prototipo di TBM 700 effettuò il volo inaugurale il 14 luglio 1988. I test di volo dimostrarono che praticamente tutti gli obiettivi prefissati del progetto erano stati raggiunti, portando a rapidi progressi verso la produzione. Il 31 gennaio 1990 è stata ottenuta la certificazione da parte delle autorità francesi; è stata poi seguita dall'assegnazione della certificazione dalla Federal Aviation Administration (FAA) degli Stati Uniti il 28 agosto 1990. All'inizio del 1990 avvenne la prima consegna di una TBM 700; il primo lotto di produzione di 50 velivoli è andato esaurito quasi istantaneamente. I primi feedback ricevuti da operatori e piloti sono stati generalmente positivi sulle capacità del nuovo velivolo, elogiando spesso, tra le altre caratteristiche, la sua velocità e i generosi margini di potenza.

### Tecnica
L'aereo francese si presenta come un aereo da trasporto leggero monoplano, pressurizzato, ad ala bassa con una fusoliera dal disegno classico e semplice, ma solido, capace di garantire il trasporto di un massimo di 7 persone.
Nella versione da trasporto merci, il velivolo è dotato di un portello di carico di dimensioni 1,19 x 1,08 m sulla fiancata destra. La fusoliera ospita una cubatura interna utile di 3,50 m².
Questa variante si presta per essere impiegato per il trasporto sanitario, evacuazione sanitaria, ECM, pattugliamento marittimo, aerofotogrammetria, calibrazione di radioassistenze, traino bersagli o semplicemente per il trasporto fino a 825 kg di materiali.
Per quanto riguarda la motorizzazione, si decise di montare il canadese Pratt & Whitney Canada PT6A-64; la scelta è stata dettata dalla assoluta sicurezza che ha sempre garantito la turbina PT6A, considerato uno dei migliori propulsori prodotti nell'intera storia dell'aviazione.

## Versioni
- TBM 700A: È la prima versione del TBM 700 prodotta in serie, era propulso con un motore turboelica Pratt & Whitney Canada PT6A-64.
- TBM 700B: È la variante caratterizzata da una fusoliera con una porta d'ingresso più ampia, peso aumentato e nuovi miglioramenti rispetto alla versione precedente;
- TBM 700C1: Versione migliorata con vano di carico posteriore, pressurizzato, struttura rinforzata, nuovo sistema di condizionamento d'aria e altri miglioramenti;
- TBM 700C2: È la variante del modello TBM 700C1 con peso massimo al decollo aumentato;
- TBM 700N: Versione ulteriormente migliorata, equipaggiata con un turboelica Pratt & Whitney Canada PT6A-66D, designata dalla casa produttrice TBM 850;
- TBM 850: Designazione commerciale ufficiale della variante TBM 700N, con 850 hp disponibili in crociera e 700 hp massimi in decollo;
- TBM 850 G1000: Versione con avionica Garmin G1000 inclusa e serbatoi aggiuntivi;
- TBM 850 Elite: Versione aggiornata del TBM 850 con 4 posti in cabina e area cargo più ampia;
- TBM 900: Primo modello a marchio Daher. Versione migliorata del TBM 850, con l'aggiunta di winglets e artefatti aerodinamici, prestazioni più elevate e l'adozione dell'elica a 5 pale Hartzell come standard;
- TBM 910: Variante del TBM 900 con avionica Garmin G1000 NXi;
- TBM 930: Variante del TBM 900 con avionica Garmin G3000 touchscreen e nuovi interni;
- TBM 940: Variante del TBM 900 con automanetta e sistema di de-icing automatico.

## Utilizzatori

### Militari
Francia
- Armée de l'Air

15 TMB 700 consegnati e tutti in servizio all'aprile 2020. 4 TBM-940 ordinati a febbraio 2021.
- Aviation légère de l'armée de terre

utilizza 12 esemplari di TBM 700 per compiti di trasporto VIP;

## Velivoli comparabili
Stati Uniti
- Beechcraft Denali
- Cessna 208 Caravan
- Piper PA-46 Malibu

 Svizzera
- Pilatus PC-12